# Vila Mathias (escola de samba)
GRCES Vila Mathias é uma escola de samba de Santos, criada em 2008, oriunda do Grêmio Recreativo Banda Carnavalesca Vila Mathias, que por sua vez foi fundada em 2002 Desfilou como pleiteante em 2009, sendo campeã do grupo, e promovida ao Grupo de acesso do Carnaval de Santos em 2010, quando foi a terceira a desfilar no dia 13/02/2010. Em 2010, foi a primeira colocada do Grupo de Acesso, garantindo sua vaga no Grupo Especial.
Em 2011 a Vila falou sobre a luz, num desfile em que perdeu 6,0 pontos. Se não os tivesse perdido teria ficado na quinta colocação, mas com a punição ficou na última colocação e foi rebaixada para o Grupo de Acesso. Em 2012 com o enredo "A luta desse povo varonil", a escola retorna para o grupo especial em primeira colocada. Já em 2013 a escola veio muito bonita e muito colorida, com o enredo "Um chuá de cores pelos pincéis da vila", que por uma infelicidade a apuração para o grupo especial foi anulada e não teve vencedores, mas no "voto do público" tinha sido a mais votada.[carece de fontes?]

## Segmentos

### Presidentes
| Nome                                | Mandato      | Ref.        |
| ----------------------------------- | ------------ | ----------- |
| Luiz Fernando dos Santos "Fernando" | 2008 - 2020  | [ 4 ] [ 5 ] |
| Vinicius Mendes                     | 2021 - atual |             |

### Diretores
| Ano  | Diretor de Carnaval | Diretor geral de harmonia | Mestre de bateria  | Ref.  |
| ---- | ------------------- | ------------------------- | ------------------ | ----- |
| 2015 |                     |                           | Edir Dias Júnior   | [ 4 ] |
| 2016 |                     | Comissão de Carnaval      | Edir Dias Júnior   | [ 5 ] |
| 2017 |                     | Comissão de Carnaval      | Allan Orsi         |       |
| 2018 |                     | Comissão de Carnaval      | Jazon Alcantara    |       |
| 2019 | Sidney e Leandro    | Comissão de Carnaval      | Kayque Vasconcelos |       |
| 2020 | Sidney e Leandro    | Comissão de Carnaval      | Kayque Vasconcelos |       |

### Coreógrafo
| Ano  | Nome            | Ref. |
| ---- | --------------- | ---- |
| 2015 | Joscelino Paiva |      |

### Casal de Mestre-sala e Porta-bandeira
| Período     | Casal                              | Ref.  |
| ----------- | ---------------------------------- | ----- |
| 2009-2010   | Luiz Carlos Braga e Babi           |       |
| 2011        | João Carlos Camargo e Laís Moreira |       |
| 2012 - 2013 | César Augusto e Monique Loraine    |       |
| 2014        | Edgar Carobina e Iasmin Ramello    | [ 4 ] |
| 2015        | César Augusto e Monique Loraine    |       |
| 2016        | César Augusto e Jeniffer Lima      | [ 5 ] |
| 2017-2018   | César Augusto e Mariane            |       |
| 2019        | Gabriel Rodrigues e Angélica Paiva |       |
| 2020        | Cley Ferreira e Angélica Paiva     |       |
| 2021        | Cley Ferreira e Monique Loraine    |       |

### Corte de bateria
| Ano  | Madrinha      | Rainha        | Rei              | Musa            | Princesa           | Rainha Mirim   | Ref.  |
| ---- | ------------- | ------------- | ---------------- | --------------- | ------------------ | -------------- | ----- |
| 2014 |               |               |                  | Andressa Telles |                    |                |       |
| 2015 |               | Joice Mendes  | Fabiano da Silva |                 | Priscila Mara      |                | [ 4 ] |
| 2016 |               | Joyce Mendes  |                  |                 |                    |                | [ 5 ] |
| 2017 |               | Joyce Mendes  | Fabiano da Silva |                 | Priscila Mara      |                |       |
| 2018 |               | Priscila Mara | Fabiano da Silva |                 | Juliana Leopoldina |                |       |
| 2019 |               | Priscila Mara |                  | Mari Chagas     | Juliana Leopoldina | Isabelly Lopes |       |
| 2020 | Priscila Mara | Tati Minerato |                  |                 | Mari Chagas        | Isabelly Lopes |       |
| 2021 | Priscila Mara |               |                  |                 |                    |                |       |

## Carnavais
| Ano  | Colocação  | Grupo       | Enredo | Carnavalesco                      | Intérprete         | Ref   |
| ---- | ---------- | ----------- | --- | --------------------------------- | ------------------ | ----- |
| 2009 | Campeã     | Pleiteantes | Da janela do bonde do Cassimiro, 120 anos de história para contar do bairro da Vila Mathias (Compositores: Joãozinho, Fernando Negrão, Gustavo Santos, Marcinho Integração, Márcio Arcas, Rodrigo Correia e Bolinha) | Comissão de Carnaval              | Joãozinho          |       |
| 2010 | Campeã     | Acesso      | A Vila Mathias canta e encanta com Ojú-Omim! (Compositores: Fernando Negrão, Gustavo Santos, Márcio Arcas, Rodrigo Corrêia e Imperial)                                                                               | Comissão de Carnaval              | Joãozinho          |       |
| 2011 | 10º. Lugar | Especial    | Sob as leis do universo a Vila viaja com destino a luz (Compositores: Ademarzinho do Cavaco, Bolinha, Fernando Negrão, Gustavo Santos, Joãozinho, Marcinho Integração, Márcio Arcas, Rodrigo Corrêia)                | Comissão de Carnaval              | Joãozinho          |       |
| 2012 | Campeã     | Acesso      | A Vila apresenta: a luta deste povo varonil (Compositores: Poty do Cavaco, Edirley, Ale Lopes, Marquinhos, Jota R, Chitão, Rudney, Rogério Ximú e Sidney Melodia)                                                    | Comissão de Carnaval              | Joãozinho          |       |
| 2013 | -          | Especial    | Um chuá de cores pelos pincéis da Vila (Compositores: Fernando Negrão, Gustavo Santos, Rodrigo Correia, Márcio Arcas e Marquinho Maluko)                                                                             | Ronaldo Cosme                     | Joãozinho          |       |
| 2014 | 8º. Lugar  | Especial    | Dona Anna Costa, a mais santista das avenidas. Aqui tudo tem! (Compositores: Fernando Negrão, Gustavo Santos, Rodrigo Correia, Marcio Arcas, Ale Lopes, Poty do Cavaco e Joãozinho)                                  | Ronaldo Cosmo                     | Joãozinho          |       |
| 2015 | 7º. Lugar  | Especial    | O trigo, uma seara de alegria no batuque da Vila Mathias (Compositores: Rogério Ximu, Sandro Simões, Gilson Caffé, Hermes Sobral, Junão Lima, Caraúba e Claudio Bochecha)                                            | Ronaldo Cosmo e Paulinho Chiclete | Chitão e Joãozinho | [ 4 ] |
| 2016 | 4º. Lugar  | Especial    | Uma viagem aos 470 anos do transporte público de Santos (Compositores: Xuxu do Cavaco, Ale Lopes, Adriano da Sangue, Márcio Arcas, Poty, Tau do Cavaco e Anderson Atração)                                           | Alex Santos                       | Chitão             | [ 5 ] |
| 2017 | 2º Lugar   | Especial    | Aparecida, a Nossa Senhora do Brasil! 300 anos de Devoção e Fé! (Compositores - Nikinha, Celso Tom Maior, Vinicius, Cabelo e Edmilson)                                                                               | Alex Santos                       | Chitão             |       |
| 2018 | 5º Lugar   | Especial    | A Vila canta o despertar de um povo, Cananéia, o Brasil começa aqui. (Compositores: Ademarzinho do cavaco, Rafa Neves, Erick Sappão, William Cabelo, Walid Omar e Hans Magalhães)                                    | Alex Santos                       | Chitão             |       |
| 2019 | 7º Lugar   | Especial    | A Vila Canta Mandela – O Caminho da Liberdade | Alex Santos                       | Manoel Duarte      |       |
| 2020 | 8°. Lugar  | Especial    | Sou Vila, sou diversidade, vou contar Dicesar, que felicidade... Adooogo. | Will Passos                       | Manoel Duarte      |       |
| 2023 | 5° Lugar   | Acesso      | Quem me protege não dorme | Helena Brasil                     | Chrystian Santos   |       |
| 2024 | 3° Lugar   | Acesso      | Exaltando o reduto de gente bamba a vila canta a Faculdade do Samba | Comissão de Carnaval              | Cipó e Pixulé      |       |
| 2025 | 2° Lugar   | Acesso      | Gênesis – O que Deus criou, o homem devastou | Hélcio Eduardo                    | Ademarzinho        |       |
| 2025 |            | Acesso      | | Hélcio Eduardo                    | Emerson Dias       |       |

## Títulos
|  | Grupo  | Títulos | Vitórias         |
|  | Acesso | 3       | 2009, 2010, 2012 |